# (7069) 1994 YG2
1994 واي جي 2 (ويعرف أيضًا باسم (7069) 1994 واي جي 2 وفق تسمية الكوكب الصغير) (بالإنجليزية: 1994 YG2)‏ هو كويكب ضمن حزام الكويكبات؛ وترتيبه 7069 من حيث الاكتشاف.
اكتُشف هذا الجُرم الفلكي بواسطة هيروشي كانيدا في 30 ديسمبر 1994.

## وصلات خارجية
- (7069) 1994 YG2 في قاعدة بيانات مختبر الدفع النفاث لأجرام النظام الشمسي الصغيرة

- الاكتشاف · مخطط المدار ·  العناصر المدارية · المعلمات المادية

- (7069) 1994 YG2 على موقع ويكي سكاي: DSS2, SDSS, GALEX, IRAS, Hydrogen α, X-Ray, Astrophoto, Sky Map, Articles and images